# Kingdom Hearts: Chain of Memories
Kingdom Hearts: Chain of Memories (japanisch キングダム ハーツ チェイン オブ メモリーズ Kingudamu Hātsu Chein Obu Memorīzu; Akronym: KH: COM) ist ein im Jahr 2004 für die Handheld-Konsole Game Boy Advance veröffentlichtes Action-Rollenspiel. Es entstand aus einer Zusammenarbeit der japanischen Spieleentwickler Square Enix und Jupiter. Das Spiel stellt ein Bindeglied zwischen den beiden umfangreicheren PlayStation-2-Spielen in der Kingdom-Hearts-Videospielserie dar. Es war eines der ersten GBA-Spiele, bei dem Full Motion Video (FMV) verwendet wurde. Darüber hinaus ist es wie sein Vorgänger eine Abweichung von Squares sonstigen Rollenspielen, mit der Einführung von umfangreichen Action-Adventure-Elementen für das Gameplay. Im März 2007 erschien in Japan das Remake Kingdom Hearts Re: Chain of Memories zusammen mit Kingdom Hearts II Final Mix für die PlayStation 2, welches im Dezember 2008 auch in den USA veröffentlicht wurde.
Kingdom Hearts: Chain of Memories ist das zweite Spiel in der Kingdom-Hearts-Videospielserie. Es ist eine direkte Fortsetzung zu Kingdom Hearts und endet ein Jahr vor dem Beginn von Kingdom Hearts II. Die Geschichte dreht sich wie beim ersten Spiel um den Protagonisten Sora, bei der Erkundung eines geheimnisvollen Schlosses auf der Suche nach seinen Freunden. Als Sora ganz oben ankommt, beginnt sein Freund und Rivale, Riku, die Untergeschosse zu erforschen und bekämpft dabei seine innere Dunkelheit. Das Spiel führt neue Figuren und Handlungsstränge ein, die die weitere Handlung im Kingdom-Hearts-Universum fortführen und begründet so die Voraussetzung für Kingdom Hearts II.
Obwohl nicht so erfolgreich wie die anderen Kingdom-Hearts-Spiele, erhielt es positive Bewertungen und Verkaufszahlen (1,85 Mio. für GBA, 0,87 Mio. für PS2). Er wurde für seine Geschichte, Grafiken und FMVs gelobt. Das Spiel bietet ein neues Karten-basiertes-Kampfsystem, das eine Abkehr von seinem Vorgänger ist.

## Gameplay
Kingdom Hearts: Chain of Memories ist eine Verbindung zwischen einem Computer-Rollenspiel und einem Sammelkartenspiel. Der Hauptrollenspielaspekt ist ein Erfahrungspunktesystem, das verwendet wird, um bei der Figur die maximale Gesundheit oder Kartenpunkte (KP) zu erreichen oder um eine neue Fertigkeit zu erlernen. Die Karten werden im Verlauf der Geschichte als auch im Kampf eingesetzt. Das Spiel bietet neben einer Feldkarte noch einen extra Kampfbildschirm. Die Feldkarte ist ein isometrischer Bereich, in dem der Spieler zwischen den Räumen wechseln kann. Die Gegner bewohnen diese Karte und verfolgen den Spieler im Kampf, der durch den Kontakt zwischen dem Spieler und einem Feind eingeleitet werden kann. Sobald der Kampf beginnt, wechselt das Spiel in den Kampfbildschirm, der ein Karten-basiertes Kampfsystem nutzt. Statt eine Taste für einen Angriff zu betätigen, wählt der Spieler im laufenden Kampf eine Karte aus seinem Vorrat, die je nach Typ in einem simplen Schwertangriff, einer besonderen, starken Attacke oder dem Beschwören eines Zaubers resultiert. Die Stärke eines Angriffs resultiert dabei aus dem der jeweiligen Karte zugeordneten Zahlenwert, der von null bis neun reicht. Eine Karte kann auch erfolgreich zum Abwehren eines Angriffs oder einer Combo benutzt werden, wenn sie diesem Angriff im Wert gleich oder höher kommt. Ein Sonderfall ist dabei die Null, denn mit dieser kann man jede Karte oder Combo stechen, wobei im Gegenzug die Null ebenfalls von jeder beliebigen Karte gestochen werden kann.
Durch einen Stich einer gegnerischen Karte wird der Angriff sofort abgebrochen und der Gegner kann sich kurzzeitig nicht bewegen oder agieren. Neben den normalen Angriffs- und Magierkarten erhält man von besiegten Gegnern Karten, die dem Spieler gewisse Fähigkeiten, die von den verbesserten offensiven und defensiven Attributen bis hin zu Änderungen der Attribute von bestimmten Karten reichen. Wenn man zwei oder drei Karten zu einer Combo zusammenlegt, werden die drei Werte der Karten zusammengezählt, wobei diese dann schwerer sind zu stechen. Bestimmte Kartenkombinationen erlauben dem Spieler verschiedene physische oder magische Spezialangriffe auszuführen. Wenn der Spieler alle Karten verbraucht hat, muss er seinen Vorrat neu laden. Darüber hinaus werden durch so eine Aufladung, jene zuerst verwendeten Karten in einer Kartenkombination bis zum Ende des Kampfes unbrauchbar.
Der Spieler navigiert Sora durch die voneinander abgeschlossenen Räume des Schlosses; ein Stockwerk steht dabei jeweils für ein bestimmtes Disney-Universum. Ein einzigartiger Aspekt an diesem Spiel ist, dass, bevor man in den nächsten Raum fortschreiten kann, man diesen durch eine Spielkarte aus einem anderen, dafür vorgesehenen Stapel initialisieren muss. Die Eigenschaft jedes Raumes – inklusiv der Qualität der Items und der Stärke der Gegner – werden durch die jeweils eingesetzte Karte, die der Spieler aussucht, bestimmt. Jede Karte hat eine spezifische Wirkung: Rote Karten haben Einfluss auf die Anzahl und Art der Feinde; grünen Karten beeinflussen die Kraft des Decks des Spielers und blaue Karten haben Einfluss auf die Eigenschaften des Raumes selbst, wie beispielsweise die Möglichkeit Schatztruhen oder ein Speicherpunkt erscheinen zu lassen.
Das Spiel verfügt über drei Gameplay-Arten. Die ersten beiden sind der Geschichtsmodus, wo entweder Sora oder Riku verfügbar ist, und der dritte ist ein Zwei-Spieler-Kampfmodus. Während zu Anfang des Spiels nur Soras Reise verfügbar ist, wird nach Fertigstellung dessen der „Reverse/Rebirth“-Modus freigeschaltet. „Reverse/Rebirth“ erlaubt dem Spieler eine zweite Reise mit Riku und seinem Kampf gegen die Dunkelheit in ihm zu spielen. Ebenfalls hat es einen Linkmodus freigeschaltet, indem Spieler mit Hilfe eines Game Link Cables gegen andere Spieler kämpfen können. Während man als Sora sein Kartenvorrat jederzeit mit Hilfe von besiegten Gegnern oder durch Mogry-Läden austauschen kann, besitzt man als Rikus einen an die jeweilige besuchte Welt angepassten Kartenvorrat und kann ihn sonst nicht verändern.

## Inhalt

### Schauplatz
Kingdom Hearts: Chain of Memories spielt direkt nach dem Ende des ersten Spiels, Kingdom Hearts. Das Geschehen findet fast ausschließlich im Schloss des Entfallens statt, einem mysteriösen Schloss, verwaltet von Lord Marluxia. Sora und seinen Teamkollegen wird gesagt, dass das Schloss ihren Besuchern beim Betreten ihre Erinnerungen nehmen würde. Die Lobby und die Bereiche zwischen den Etagen sind weiß mit Blumen-ähnlichen-Dekorationen, aber jeder Etage kann in eine andere Welt aus dem ersten Kingdom-Hearts-Spiel führen, wobei man dazu sogenannte „Weltkarten“, Karten erschaffen durch Soras Erinnerungen, benutzen muss. Wie zuvor, basieren viele der Welten auf Disney-Filmen, während die restlichen von Square Enix erdacht wurden.
Im Gegensatz zum ersten Spiel, sind die Welten durch Soras Erinnerungen entstanden. Als solche sind viele der erlebten Ereignisse aus Kingdom Hearts in diesem Spiel nochmals vorhanden. Sora begegnet den auf seinen Erinnerungen basierenden Versionen von Disney-Figuren, die er vorher getroffen hat – mit der Ausnahme des Tiefen Dschungels, welche auf Tarzan basiert. Die einzelnen Handlungsstränge unterscheiden sich von denen im Originalspiel und kreisen um das Thema der Erinnerung. So wie es in Kingdom Hearts mehrere Welten, speziell für dieses Spiel erschaffen, gegeben hatte, so führt Chain of Memories Twilight Town als eine Welt aus den Erinnerungen der anderen Seite von Soras Herz ein, zusätzlich zu den Originalwelten von Kingdom Hearts.

### Figuren
Sora kehrt als Protagonist des Spiels zurück, während Donald und Goofy auch vorkommen, aber weniger in das Gameplay und in die Geschichte involviert sind. Wie auch das erste Spiel, beinhaltet Chain of Memories eine große Zahl von Figuren aus der Final-Fantasy-Serie als auch von den Disney-Filmen. Als direkte Fortsetzung, tauchen hier viele der Figuren aus dem ersten Kingdom Hearts wieder auf. Da jede Welt und die damit verbundenen Figuren aus Soras Erinnerungen entstammen, agieren sie als hätten sie Sora noch nie getroffen. Chain of Memories führt auch eine Handvoll neuer Figuren ein. Mehrere Mitglieder der rätselhaften Organisation. Andere neue Figuren sind Naminé, ein junges Mädchen, das in der Lage ist, Erinnerungen zu manipulieren, und DiZ, ein geheimnisvoller Mann, dessen Gesicht durch roten Roben und Bandagen verborgen ist. Riku ist ebenfalls als spielbare Figur im zweiten Geschichtsmodus vorhanden. Nachdem er im Reich der Dunkelheit am Ende von Kingdom Hearts zurückgeblieben ist, erscheint Riku im Keller des Schloss des Entfallens. Während seiner Reise, wird er von König Micky und DiZ unterstützt.
Sechs Mitglieder der Organisation dienen im Spiel als die Hauptantagonisten, während davon vier in Soras Reise und die restlichen in Rikus Reise vorkommen. Unter den vieren sind Marluxia, der Hauptantagonist und Herr des Schloss des Entfallens; Larxene, ein weibliches Mitglied und unterstützt Marluxia bei seinem Plan; Axel, ein Doppelagent, dessen Loyalität versteckt bleiben; und Vexen, einem unfreiwilligen Teilnehmer in Marluxias Plan. Zexion und Lexaeus, Verbündete von Vexen, tauchen alleine in Rikus Reise auf. Ansem erscheint auch in Rikus Geschichte als Dasein innerhalb Rikus, wobei er versucht die Kontrolle über ihn zugewinnen. Viele der Disney-Bösewichte kehren ebenfalls zurück. Obwohl sie nur auf Erinnerungen basieren wie der Rest von den Disney-Figuren, so haben sie doch unterschiedliche Motivationen, ihrer Kingdom-Hearts-Gegenstücken verglichen.

### Geschichte
Sora und seine Freunde Donald, Goofy und Jiminy Cricket folgen einem gewundenen Pfad, als ein geheimnisvoller Mann, in einen schwarzen Kapuzenmantel gekleidet, erscheint und Sora in Richtung einer massiven Festung namens Schloss des Entfallens leitet. Als Sora eintritt, trifft er die mysteriöse Person erneut, die erklärt, dass man alle seine Fähigkeiten verlernt hat, als man das Schloss betrat. Er lässt aus Soras Erinnerungen und denen seine Freunde ein Vorrat an Karten entstehen und sagt ihnen, dass alles, was sie in diesem Schloss begegnen auf ihren Erinnerungen basieren wird. Je höher sie kommen, desto mehr Erinnerungen, werden sie durch den Prozess des Schlosses verlieren.
Sora steigt im Schloss immer weiter auf und stellt sich auf dem Weg gegen Mitglieder einer mysteriösen Gruppe, die das Schloss kontrolliert, „Organisation“ genannt. Als Sora beginnt seine Erinnerungen zu verlieren, scheint er sich allmählich an ein Mädchen namens Naminé als eine alte Freundin zu erinnern und erfährt vom Organisationsmitglied Larxene, dass sie im Schloss gefangen gehalten wird. Er kollidiert ebenfalls mit einem Nachbau von Riku, wobei sowohl Sora und als auch die Replik glauben er sei der echte Riku, erstellt und von einem anderen Organisationsmitglied, Vexen, gesteuert. Axel, ein Doppelagent der Organisation, befreit Naminé und erlaubt ihr Sora zu treffen. Sora erkennt, dass es Naminé ist, die seine Erinnerungen manipuliert, nachdem er von Marluxia, dem Herrn des Schloss des Entfallens, als Teil seines Planes mit Larxene den Rest der Organisation zu stürzen, gezwungen wurden, dies tun. Sora erreicht die Spitze des Turms und besiegt Marluxia und die anderen Mitglieder der Organisation. Im Anschluss versetzt Naminé Sora und seine Freunde zur Wiedererlangung ihrer Erinnerungen, die sie durch das Schloss verloren haben, in Pod-ähnliche Maschinen, wobei sie dadurch auch alle Ereignisse, die im Schloss passiert sind vergessen. Bevor sie sich schlafen legen, versprechen Sora und Naminé sich als echte Freunde wieder zu treffen. Sora glaubt fest daran, dass seine Erinnerungen an sie und an das Schloss in seinem Herzen bleiben werden, trotz des Vergessens.
In „Reverse/Rebirth“ wurde Riku aus dem Reich der Finsternis transportiert und bekämpft seine innere Dunkelheit, als er sich aus den Untergeschossen des Schloss des Entfallens nach oben kämpft. Vexen bekämpft Riku, um seine Daten für seine Replik zu schaffen, womit er sich Marluxias Plan entgegenstellt. Ansem, der zuvor Riku Körper übernommen hatte, versucht sich wieder die Kontrolle über Riku anzueignen, was aber ständig mit König Mickys Unterstützung vereitelt wird. Auf dem Weg dorthin, kämpft und besiegt Riku Lexaeus, ein Mitglied der Organisation und ein Verbündeter von Vexen, nur um wieder in das Reich der Finsternis gezogen zu werden. Allerdings wird er von König Mickey gerettet, als es Ansem fast gelingt Rikus Körper als seinen eigenen zu gewinnen. Da Marluxia zu diesem Zeitpunkt bereits Geschichte ist, versucht ein anderer von Vexens Verbündeten, Zexion, Riku in Licht zu ertränken. Riku wird von Naminé, die sich als Kairi getarnt hat, gerettet, welche ihm hilft seine Dunkelheit zu kontrollieren, mit der er Zexion schließlich besiegt. Etwas später trifft Riku DIZ, eine rätselhafte Person, die an Riku interessiert ist und ihn auf die Suche nach Naminé schickt. Rikus Replik, die inzwischen aus ihren veränderten Erinnerungen gelernt hat und nun versucht, ihre Existenz zu rechtfertigen, kämpft gegen Riku nur um von ihm vernichtet zu werden. Als Naminé Riku vor die Wahl stellte, die Dunkelheit in seinem Herzen zusammen mit den Erinnerungen daran für immer zu verschließen, entschied sich Riku lieber für den Kampf gegen Ansem, wofür er von DIZ eine Karte erhält, mit der er Ansem aus sich herauslocken kann. So besiegt Riku Ansem schließlich und er begibt sich dann mit König Micky als sein Begleiter auf eine Reise, bei der er sowohl seine Dunkelheit und als auch sein Licht nutzt.

## Entwicklung und Vermarktung
Die Idee für einen Zwischentitel wurde entwickelt, nachdem Regisseur Tetsuya Nomura und sein Team bereits begonnen hatten, Ideen für das zweite Kingdom-Hearts-Spiel, welches ein Jahr nach dem Original spielen sollte, zu entwickeln. Ursprünglich unter dem Titel Kingdom Hearts: Lost Memories erdacht, veränderte Nomura den Titel, sodass er den allgemeinen Umriss der Geschichte entspricht und dennoch das Thema der Erinnerungen widerspiegelt. Chain of Memories wurde entwickelt, um die Lücke zwischen Kingdom Hearts und Kingdom Hearts II zu überbrücken. Wie die meisten Fortsetzungen, wurde Kingdom Hearts II so geplant, dass die Figuren wieder von Anfang an beginnen sollten, also auch ohne irgendwelche Fähigkeiten zu besitzen. Um den Verlust der Fähigkeiten, die im vorherigen Spiel gewonnen wurden, zu erklären, erdachte sich Nomura die Geschichte um Soras Erinnerungen, die am Anfang durcheinander kommen, und setzte das Kartenkampfsystem so um, dass sie Soras verschiedene Erinnerungen symbolisieren sollen.
Nomura zögerte bei der Idee ein Kingdom-Hearts-Spiel für den Game Boy Advance zu entwickeln, da er fühlte, dass sich die 3D-Grafik des ursprünglichen Spiels nicht gut in 2D umsetzen lassen würde. Nachdem er aber gehört hatte, dass die Kinder gerne ein Kingdom-Hearts-Spiel für den GBA spielen würden, änderte er seine Meinung. Nach den ersten Ideen für das Gameplay fühlte er, dass ein Kingdom-Hearts-Spiel in 2D möglich wäre und dass es sich immer noch genauso anfühlen und genauso spielen lassen würde wie das Original. In der Zwischenzeit wollte Nomura dem Spiel einen „helleren Ton“ als den PlayStation-2-Spielen verpassen.
Chain of Memories wurde im September 2003 bei der Tokyo Game Show zusammen mit Kingdom Hearts II angekündigt. Zu den ersten Details zählten, die Umsetzung der 2D-Grafiken, die Benutzung einer Karte um anzugreifen und auch wie komprimierte Filme in einigen Zwischensequenzen verwendet wurden. Die animierten Zwischensequenz wurden dabei mit der Grafik-Engine der PlayStation-2-Iteration gerendert und dann für den Game Boy Advance durch Verwendung einer Technologie, die von dem japanischen Unternehmen AM3 entwickelt wurde, dekodiert. Eine erste spielbare Demo stand bei der Jump Festa 2003 in Japan zur Verfügung. Dieses und anschließende Demos hatten das Karten-basierende-Kampfsystem zum Hauptthema. Abgesehen von einigen Bildern aus der Eröffnungssequenz, wurden die meisten Details über die Geschichte des Spiels bis zu seiner Veröffentlichung geheim gehalten.
Das Karten-basierende-Kampfsystem von Chain of Memories diente später als Inspiration fürs Gameplay zu Jupiters nachfolgendem Spiel, The World Ends with You. Ursprünglich hatte das Entwicklerteam ein ähnliches Kartenspiel-basierendes-System auf dem unteren Bildschirm des Nintendo DS vorgesehen, aber schließlich in ein Kampfsystem auf beiden Bildschirmen ausgeweitet, wobei der Kampf beim oberen Bildschirm einem Kartenspiel-Schema folgt.

## Neuauflage und Merchandising
Wie bei seinem Vorgänger, wurde im Vorfeld der Veröffentlichung des Spiels sehr viele Merchandise-Artikel dazu produziert. Ebenfalls veröffentlichte Square Enix zwei Produkte am selben Tag wie das Spiel. Das erste war ein nur in Japan veröffentlichtes spezielles limitiertes Paket, das aus dem Spiel, einem grauen Game Boy Advance SP mit Kingdom-Hearts-Logo und einem Tragegurt bestand. Das zweite war ein Kingdom-Hearts-Trading Card Game von Takara Tomy, welches aus Starterdecks, Spielmatten und Booster-Packs bestand. Fantasy Flight Games erwarb später die Rechte, um es im englischsprachigen Raum zu vertreiben. 2007 wurde unter dem Titel Kingdom Hearts Re: Chain of Memories ein Remake zum Spiel für die PlayStation 2 veröffentlicht, das in Japan zusammen mit dem Spiel Kingdom Hearts II Final Mix in einem Paket erhältlich war. Eine auf dem Spiel basierende Manga-Serie wurde in Japan und den USA veröffentlicht. Daneben wurde auch eine dreiteilige Roman-Serie basierend auf dem Spiel veröffentlicht, wobei die ersten beiden Soras Reise und der letzte Rikus Reise behandeln. Ähnlich wie bei den Final-Fantasy-Spielen oder dem ersten Kingdom-Hearts-Spiel veröffentlichte Square ein Ultimania-Buch, so etwas wie ein Lösungsbuch, zum Spiel. In den USA veröffentlichte Brady Games ein Lösungsbuch zum Spiel, welches unter anderem eine umfassende Komplettlösung beinhaltet.

### Remake

Logo des Remakes

Zu Kingdom Hearts: Chain of Memories wurde unter dem Titel Kingdom Hearts Re: Chain of Memories ein Remake für die PlayStation 2 entwickelt. In Japan erschien das Spiel am 29. März 2007 zusammen mit dem Final-Mix-Spiel zu Kingdom Hearts II in einem Paket, sowie in den USA am 2. Dezember 2008 als Einzelspiel. In Europa oder Australien wurde es zuerst nicht veröffentlicht, seit September 2013 ist es in der Sammlung KINGDOM HEARTS HD 1.5 ReMIX für die PlayStation 3 erhältlich. Das Spiel wurde hierfür in 3D-Computergrafik mit Sprachausgabe und Musik neu aufgesetzt und beinhaltet für die Welten dieselbe Grafik wie in Kingdom Hearts. Während es das gleiche Karten-Kampfsystem beinhaltet, wurden einige neue Sachen, wie die Aktionskommandos aus Kingdom Hearts II, eingebaut. Szenen mit Synchronisation tauchen nur im Schloss des Entfallens, der Insel des Schicksals und Twilight Town auf. Das Remake beinhaltet auch neue Zwischensequenzen und Kämpfe.

### Manga
Wie das erste Kingdom-Hearts-Spiel, wurde Chain of Memories ebenfalls von Shiro Amano als ein Manga adaptiert. Die Geschichte folgt der Handlung des Spiels. In Japan erschien es durch Gangan Comics in zwei Teilen, während es in den USA von Tokyopop veröffentlicht wurde. Der erste Teil erschien in Japan am 22. Oktober 2005 und in den USA am 10. Oktober 2006. Das nachfolgende Spiel, Kingdom Hearts II, wurde ebenfalls als Manga adaptiert.